# Tudela de Navarra
Tudela de Navarra (hiszp. Estación de Tudela de Navarra) – stacja kolejowa w miejscowości Tudela, we wspólnocie autonomicznej Nawarra, w Hiszpanii. Jest obsługiwana przez pociągi Larga (dalekiego) i Media Distancia (średniego zasięgu) Renfe.

## Położenie stacji
Znajduje się na 93,9 km linii Casetas – Bilbao rozstawu iberyjskiego, na 261 m n.p.m.

## Historia
Stacja została otwarta w dniu 16 maja 1861 wraz z otwarciem odcinka Tudela-Caparroso linii kolejowej przeznaczonej do połączenia Nawarry z Saragossą przez Compañía del Ferrocarril de Zaragoza a Pamplona. 1 kwietnia 1878 zła sytuacja ekonomiczna zmusiła ją do połączenia się z Norte. W 1941 roku w wyniku nacjonalizacji kolei w Hiszpanii stała się częścią nowo utworzonego RENFE.
Od 31 grudnia 2004 infrastrukturą kolejową zarządza Adif.

## Stacja
Znajduje się na północ od centrum miasta, w pobliżu plaza de la Estación, koło Parque de la Azucarera. Posiada szeroki budynek pasażerski składający się z centralnego pawilonu z trzema piętrami, dwoma skrzydłami i dwiema wieżami na obu końcach. Posiada cztery tory i dwa perony, jeden jednokrawędziowy i jeden wyspowy, które są przykryte wiatami peronowymi.
Stacja oferuje sprzedaż biletów, punkt informacyjny, poczekalnię, toalety, kawiarnię, restaurację, wypożyczalnię samochodów i jest w całości przystosowana dla osób niepełnosprawnych. Na zewnątrz znajduje się parking i przystanek dla autobusów.

## Linie kolejowe
- Casetas – Bilbao